# Joachim Stachuła
Joachim Józef Stachuła (Wałbrzych, 1 de febrero de 1940 - Wałbrzych, 9 de marzo de 2013) fue un futbolista profesional polaco que jugaba en la demarcación de delantero.

## Biografía
Stachuła debutó en primera división con 23 años de la mano del Śląsk Wrocław, y tras tres temporadas en el equipo rescindió su contrato y fue traspasado al Zagłębie Wałbrzych en 1966, equipo en el que se retiró y en el que jugó durante siete temporadas. El 30 de abril de 1969 fue convocado la única vez con la selección de fútbol de Polonia, jugando contra la selección de fútbol de Turquía, con un resultado final de 3:1.
Stachuła falleció en su ciudad natal el 9 de marzo de 2013 a la edad de 73 años.

## Clubes
| Club               | País    | Año         |
| ------------------ | ------- | ----------- |
| Śląsk Wrocław      | Polonia | 1963 - 1966 |
| Zagłębie Wałbrzych | Polonia | 1966 - 1973 |